# Rah! Rah! Rah! (film 1928)
Rah! Rah! Rah! è un cortometraggio muto del 1928 diretto da Norman Taurog.

## Produzione
Il film fu prodotto da Jack White.

## Distribuzione
Distribuito dalla Educational Film Exchanges, il film - un cortometraggio in due bobine - uscì nelle sale cinematografiche USA il 3 giugno 1928.